# Ogdoade (gnosticismo)
Il termine ogdoade, derivante dal greco "ογδοάς" (ogdòas), cioè «ottuplice», già presente nell'antico Egitto in riferimento a un complesso di otto divinità, lo si ritrova nelle dottrine gnostiche della prima era cristiana, tra le quali fu utilizzato in particolare dal teologo Valentino nel II secolo d.C. per indicare un sistema di eoni o livelli cosmologici basati sulla numerologia dell'otto.

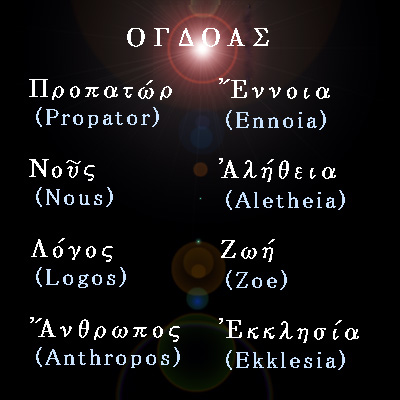
Gli otto eoni dell'Ogdoade descritta dallo gnostico Valentino nel II secolo d.C.

## La prima Ogdoade
Nel sistema gnostico di Valentino, la prima Ogdoade è costituita dagli otto Eoni primari, cioè le emanazioni del Dio Primo (detto Abisso, o Padre) generate insieme ad un potere femminile che esiste intorno a Lui, chiamato Silenzio; Abisso e Silenzio danno vita a Mente e Verità (Nous e Aletheia), formando la prima tetrade; quest'ultimi generano Parola e Vita, che generano a loro volta Uomo e Chiesa: queste quattro coppie eoniche formano la prima Ogdoade. Dall'unione di Parola e Vita nacquero 10 Eoni, e da quella di Uomo e Chiesa nacquero 12 Eoni. La prima Ogdoade, la Decade e la Dodecade costituiscono così il Pleroma, un insieme di 30 esseri divini.
Se il Dio primordiale dovesse essere considerato singolo o doppio era tuttavia una questione su cui gli stessi valentiniani non erano d'accordo.

## L'ottava sfera

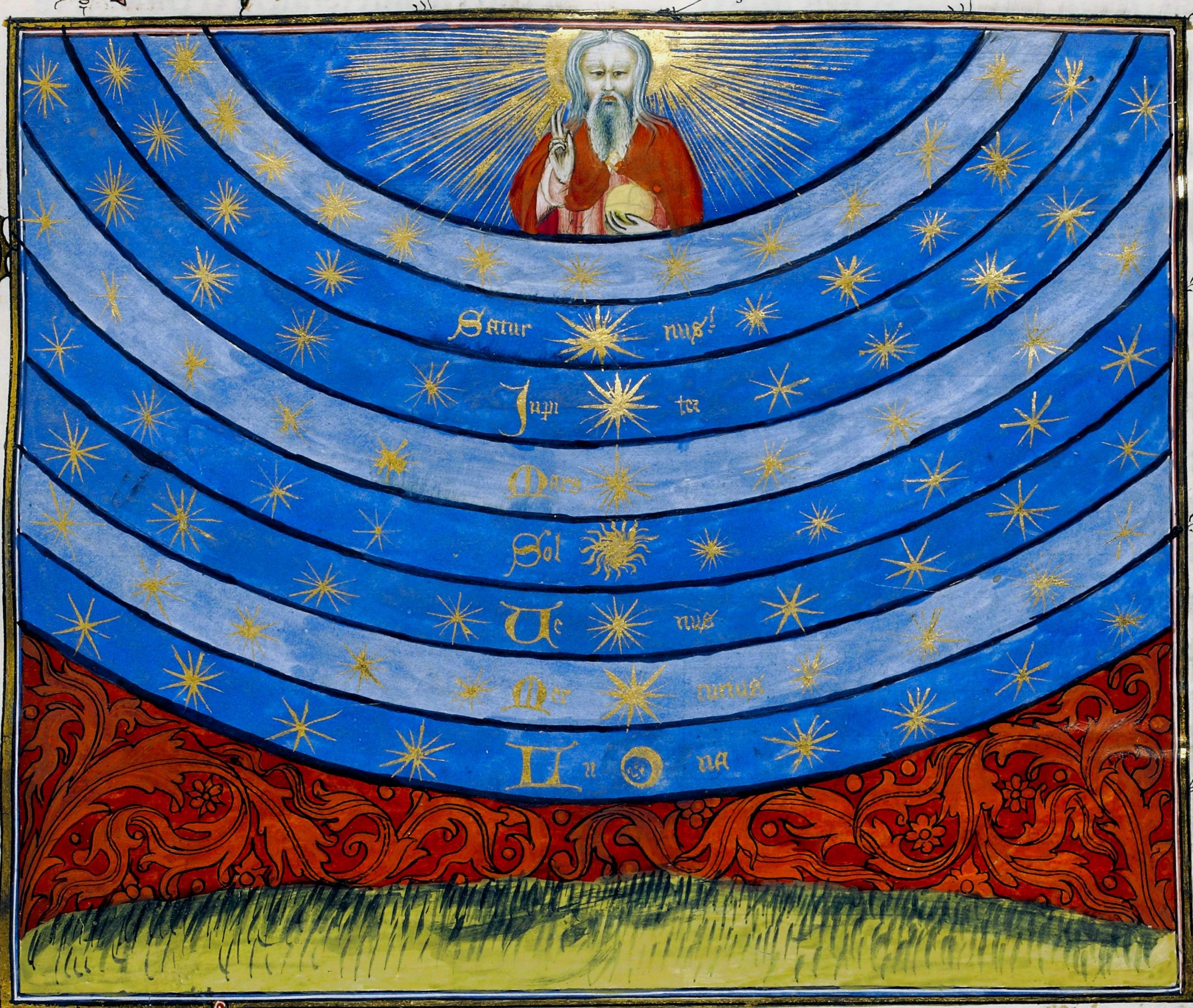
Le sfere planetarie come piani di esistenza intermedi fra la Terra e la dimensione divina.

Una seconda Ogdoade si ritrova nei primi sistemi gnostici, come quello degli ofiti o degli stessi valentiniani, che avevano adottato la visione cosmologica greca basata su sette sfere celesti (le orbite dei pianeti allora conosciuti), al di sopra delle quali aggiunsero una regione sopraceleste chiamata appunto Ogdoade, oppure «ottava sfera», che nell'astronomia antica era quella delle stelle fisse. Si trattava di uno spazio intermedio detto anche Mesotes.
Ad ognuna di queste sfere, ossia di Saturno, Giove, Marte, Sole, Venere, Mercurio e Luna, era associato un arconte (ἄρχοντες, archontes, cioè «principati», o «governanti»), che la presiedeva in maniera simile ai demoni planetari della mitologia greca. Tali arconti, capeggiati dal demiurgo chiamato Ialdabaoth, erano una sorta di angeli decaduti ai quali era attribuita la creazione del mondo, ritenuto un luogo di dolore e sofferenza perché costituito di materia, entità malvagia per gli gnostici.
Nell'ottava sfera dimorava la Madre a cui tutti questi arconti dovevano la loro origine, cioè Sophia o Prunikos secondo la versione di Ireneo (l'ultima entità emanata nel Pleroma), Barbelo secondo quella di Epifanio. In tal senso, l'Ogdoade è anche un piano metafisico, situato al di sopra del controllo degli arconti, che l'anima umana deve poter raggiungere tramite la gnosi per sfuggire al loro dominio.

### L'Ebdomade
Come l'Ogdoade, i sette arconti costituivano un regno astrale chiamato Ebdomade (dal greco ἑβδομάς, hebdomas), cioè «settuplice», costituito dalle sette orbite planetarie a cui costoro presiedevano.
Al di sotto di questa, che è di livello ancora celeste, il sistema ofita parlava di un'altra ebdomade inferiore, costituita da ulteriori sette demoni, la cui sfera di attività è il mondo materiale abitato dall'umanità. Questa seconda ebdomade, controparte di quella superiore capeggiata da Ialdabaoth, risulta composta dal serpente biblico e dai suoi sei figli, ostili al genere umano perché a causa dei suoi progenitori Adamo ed Eva, il serpente era stato gettato quaggiù per averli indotti a trasgredire ai comandi del demiurgo. Sulla base di un diagramma ofita, Origene fornisce i nomi di questi sette demoni e le loro forme:
- Michele dalla forma di leone,
- Sariele come bue,
- Raffaele come drago,
- Gabriele come aquila,
- Thauthabaoth come orso,
- Erataoth come cane,
- Onoel o Thartharaoth come asino.[12]

Si può notare la somiglianza con i sette arcangeli della tradizione giudeo-cristiana, sebbene qui ritenuti demoni, nonché dei primi quattro esseri con le figure bibliche del tetramorfo dal volto di animale.

## La Tetrade a fondamento dell'Ogdoade
Nella dottrina di un'Ogdoade primaria, quale era stata stabilita da Valentino, fu introdotta una modifica fra quei seguaci che erano impregnati di filosofia pitagorica. In questo nuovo sistema la Tetrade era tenuta in considerazione con particolare venerazione, essendo ritenuta il fondamento del mondo sensibile. Su di essa avveniva inoltre il noto giuramento pitagorico.
Il valentiniano Secondus divise l'Ogdoade in una Tetrade di destra e una di sinistra; mentre nel sistema di Marco, che ricorre ampiamente alle speculazioni numerologiche dei pitagorici, la Tetrade occupa il posto più alto nel sistema.

## Legge dell'ottava
Un significato affine a quello pitagorico-gnostico dell'ogdoade lo si ritrova nella cosiddetta «legge dell'ottava», la cui conoscenza si è diffusa nell'ambito dell'esoterismo moderno, secondo la quale l'evoluzione umana e cosmica procede per salti o passaggi settenari, ossia connotati ognuno da sette livelli.
Tale legge viene descritta in analogia alle sette note della scala musicale, nella quale la distanza tra un suono più basso, ad esempio Do, e quello successivo più alto, è detta appunto intervallo di ottava: il Do inferiore e il Do superiore, pur essendo la stessa nota, possiedono una frequenza diversa, intervallata dalle altre sei note, e descrivibile in termini di rapporti matematici, in particolare essendo l'una il doppio della precedente come {\displaystyle 1:2}.
La corrispondenza tra numeri e musica, che aveva portato Pitagora a ritenere come il cosmo intero fosse ordinato secondo una celestiale armonia delle sfere planetarie, è stata recentemente studiata da Hans Cousto e applicata ad una serie di fenomeni periodici; ha inoltre indotto Gurdjeff a ritrovare la legge dell'ottava nell'espressione di livelli di coscienza diversi quanto alla loro evoluzione, a fronte di una medesima esperienza, caratterizzati da un progresso discontinuo, costituito da momenti di accelerazione e rallentamento.